# Ясная Поляна (Молдова)
Ясная Поляна (рум. Iasnaia Poleana) — село в Кагульском районе Молдавии. Наряду с сёлами Дойна и Румянцев входит в состав коммуны Дойна.

## География
Село расположено на высоте 241 метров над уровнем моря. В лесном массиве, находящимся в 0,7 км южнее села, из дождевого источника берёт своё начало река Большая Салчия (правый приток реки Ялпуг).

## Население
По данным переписи населения 2004 года, в селе Ясная Поляна проживает 146 человек (77 мужчин, 69 женщин).
Этнический состав села:
| Национальность | Число жителей | Процентный состав |
| -------------- | ------------- | ----------------- |
| молдаване      | 104           | 71.23             |
| украинцы       | 24            | 16.44             |
| русские        | 7             | 4.79              |
| болгары        | 6             | 4.11              |
| гагаузы        | 5             | 3.42              |
| Всего          | 146           | 100 %             |

## Комментарии
1. ↑  Постоянный источник — родник, находится недалеко от села Дойна